# Фізичний шлях для фотокаталізатора
Фізичний шлях для фотокаталізатора (англ. physical pathway, рос. физический путь) — набір фізичних процесів, які приводять до релаксації електронно-збудженої системи без хімічних перетворень у ній. Це зокрема процеси випромінювальної та безвипромінювальної релаксації в молекулах та поверхневих комплексах з збудженого в основний стан при рекомбінації вільних носіїв заряду. 